# Trnovac (Gradiška)
Trnovac (en cirílico: Трновац) es una aldea de la municipalidad de Gradiška, Republika Srpska, Bosnia y Herzegovina.
Se encuentra administrativamente unida a las aldeas de Turjak, Adžići, Kozara y Samardžije.

## Población
| Composición de la Población - Aldea de Trnovac | Composición de la Población - Aldea de Trnovac | Composición de la Población - Aldea de Trnovac | Composición de la Población - Aldea de Trnovac | Composición de la Población - Aldea de Trnovac |
| ---------------------------------------------- | ---------------------------------------------- | ---------------------------------------------- | ---------------------------------------------- | ---------------------------------------------- |
|                                                | 2013                                           | 1991                                           | 1981                                           | 1971                                           |
| Total                                          | 183                                            | 246 (100,0%)                                   | 251 (100,0%)                                   | 328 (100,0%)                                   |
| Varones                                        | 85                                             | -                                              | -                                              | -                                              |
| Mujeres                                        | 98                                             | -                                              | -                                              | -                                              |
| Bosniacos                                      | -                                              | -                                              | -                                              | -                                              |
| Serbios                                        | 178                                            | 241 (97,97%)                                   | 250 (99,60%)                                   | 327 (99,70%)                                   |
| Croatas                                        | 4                                              | 2 (0,813%)                                     | 1 (0,398%)                                     | -                                              |
| Bosnio                                         | -                                              | -                                              | -                                              | -                                              |
| Musulmanes                                     | -                                              | -                                              | -                                              | -                                              |
| Gitanos                                        | -                                              | -                                              | -                                              | -                                              |
| Bosnio Herzegovino                             | -                                              | -                                              | -                                              | -                                              |
| Macedonios                                     | -                                              | -                                              | -                                              | -                                              |
| Albaneses                                      | -                                              | -                                              | -                                              | -                                              |
| Yugoslavos                                     | -                                              | 3 (1,220%)                                     |                                                |                                                |
| Ukranianos                                     | 1                                              | -                                              | -                                              | -                                              |
| Montenegrinos                                  | -                                              | -                                              | -                                              | -                                              |
| Eslovenos                                      | -                                              | -                                              | -                                              | -                                              |
| Ortodoxos                                      | -                                              | -                                              | -                                              | -                                              |
| Otros                                          | -                                              | -                                              | -                                              | 1 (0,305%)                                     |
| Sin declarar                                   | 1                                              | -                                              | -                                              | -                                              |
| Desconocidos                                   | -                                              | -                                              | -                                              | -                                              |